# Gymnastique artistique aux Jeux olympiques d'été de 2004 - Anneaux
Pour un article plus général, voir Gymnastique artistique aux Jeux olympiques d'été de 2004.
Navigation
Sydney 2000 Pékin 2008
Résultats de la compétition  Anneaux hommes lors des Jeux olympiques d'été de 2004 à Athènes. La compétition s'est déroulée entre le 14 et le 22 août à l'Olympic Indoor Hall.

## Médaillés
| Or     | Dimosthénis Tampákos Grèce |
| Argent | Jordan Jovtchev Bulgarie   |
| Bronze | Yuri Chechi Italie         |

## Résultats

### Finale
| Rang | Gymnaste                   | Note de départ | États-Unis | Kazakhstan | Australie | Espagne | Brésil | Chine | Pénalité | Total |
| ---- | -------------------------- | -------------- | ---------- | ---------- | --------- | ------- | ------ | ----- | -------- | ----- |
|      | Dimosthénis Tampákos (GRE) | 10.00          | 9.85       | 9.90       | 9.90      | 9.85    | 9.75   | 9.85  | —        | 9.862 |
|      | Jordan Jovtchev (BUL)      | 10.00          | 9.85       | 9.90       | 9.80      | 9.85    | 9.85   | 9.85  | —        | 9.850 |
|      | Yuri Chechi (ITA)          | 10.00          | 9.80       | 9.80       | 9.85      | 9.85    | 9.80   | 9.80  | —        | 9.812 |
| 4    | Hiroyuki Tomita (JPN)      | 10.00          | 9.80       | 9.80       | 9.85      | 9.80    | 9.80   | 9.75  | —        | 9.800 |
| 5    | Matteo Morandi (ITA)       | 10.00          | 9.80       | 9.80       | 9.75      | 9.80    | 9.80   | 9.80  | —        | 9.800 |
| 5    | Pierre Yves Beny (FRA)     | 10.00          | 9.80       | 9.80       | 9.80      | 9.75    | 9.80   | 9.80  | —        | 9.800 |
| 7    | Alexander Safoshkin (RUS)  | 10.00          | 9.75       | 9.85       | 9.75      | 9.75    | 9.70   | 9.75  | —        | 9.750 |
| 8    | Andreas Schweizer (SUI)    | 10.00          | 9.70       | 9.75       | 9.75      | 9.75    | 9.75   | 9.70  | —        | 9.737 |